# 西宝旅客専用線
西宝旅客専用線（せいほうりょかくせんようせん、中文表記: 西宝客运专线、英文表記: Xi'an-Baoji High-Speed Railway）は、中華人民共和国陝西省西安市と宝鶏市を結ぶ高速鉄道新線。2013年12月28日に開通した。

## 概要
中華人民共和国の「四縦四横」高速鉄道ネットワーク計画のうち、徐蘭旅客専用線を形成する路線の一つである。全長148.15km。鄭徐旅客専用線、鄭西旅客専用線、宝蘭旅客専用線と合わせると、隴海線の高速新線として機能し、輸送力の大きな路線となる予定である。計画上の最高速度は350km/h。

## 沿革
- 2009年12月11日 - 着工[1]。
- 2013年12月28日 - 開通[2]。

## 路線
本路線は陝西省関中平原の西部を通る。西安市を起点に西へ向かい咸陽市秦都区、興平市、武功県、楊陵区を経て宝鶏市に入り、扶風県、眉県、岐山県、陳倉区に至る。

## 駅一覧
| 駅名       | 駅名         | 駅名           | 駅間 キロ | 累計 キロ | 接続路線・備考                                  | 所在地 | 所在地 | 所在地 |
| 日本語     | 簡体字中国語 | 英語           | 駅間 キロ | 累計 キロ | 接続路線・備考                                  | 所在地 | 所在地 | 所在地 |
| ---------- | ------------ | -------------- | --------- | --------- | ----------------------------------------------- | ------ | ------ | ------ |
| 西安北駅   | 西安北站     | Xi'an North    |           | 0.0       | ■鄭西旅客専用線 ■大西旅客専用線 ■西成旅客専用線 | 陝西省 | 西安市 | 未央区 |
| 咸陽秦都駅 | 咸阳秦都站   | Xianyang Qindu |           |           |                                                 | 陝西省 | 咸陽市 | 秦都区 |
| 楊陵南駅   | 杨陵南站     | Yangling South |           |           |                                                 | 陝西省 | 咸陽市 | 楊陵区 |
| 岐山駅     | 岐山站       | Qishan         |           |           |                                                 | 陝西省 | 宝鶏市 | 岐山県 |
| 宝鶏南駅   | 宝鸡南站     | Baoji South    |           |           | ■宝蘭旅客専用線                                 | 陝西省 | 宝鶏市 | 渭浜区 |